# Костел Святого Духа (Глиняни)
Косте́л Свято́го Ду́ху — культова споруда в місті Глиняни Золочівського району Львівської області. Занесений до Реєстру пам'яток України місцевого значення за охоронним номером 2285-М (ID 46-218-0055)

## Історія
Глиняни були королівщиною, де збиралось посполите рушення шляхти Руського воєводства. 1397 року Глиняни отримали магдебурзьке право, король Владислав II Ягайло надав фундуш на закладення парафії. Плебан Андрій став членом капітулу архідієцезії, а з XVII ст. пробощами у Глинянах ставали каноніки львівської катедри. Парафія належала до дунаївсько-золочівського деканату, з 1765 року— до буського. У 1843 році заклали глинянський деканат з 6 парафій (у XX столітті 10 парафій). Наприкінці XVIII ст. до парафії Глинян належало 13 селищ. У парафії крім костелу були збудовані каплиці у Словіті з фундації Володислава Завидовського-Вайсмана (1903) і у Скнилові фундації селянина Папроцького (1886).

## Костел
Дерев'яний костел повинен був закладений одночасно із закладенням парафії. Місто лежало біля важливого шляху на Львів і неодноразово потерпало від нападів татар. Відомо про знищення і відбудову костелу у 20-х і 30-х роках XVII ст. Черговий дерев'яний костел заклав 1729 глинянський пробощ і київський канонік Францішек Мігальський. Під час візитації львівського архієпископа Миколая Вижицького 1741 року костел з чотирма вівтарями ще не був освячений. У вівтарях містились образи — Матері Божої (головний), святих Яна Непомуцького і Франциска (бічні праві), Анни (лівий). При візитації Вацлава Сєраковського 1766 року стояв костел з соснового дерева на дубових підвалинах, підмурівках з двома вежами по фасаду, що мав план хреста. До пресбітерії прибудували захристя, скарбницю.
Інтер'єр був помальований на біло, а чотири вівтарі костелу, казальницю були помальовані на голубий колір з позолотою. Музичні хори забарвили на червоно. У головному вівтарі знаходився образ Богородиці з дитиною, покритий срібним покриттям з коронами, у бічних вівтарях давніші образи св. Яна Непомуцького, св. Франциска, св. Анни та св. Антонія.
Новий мурований костел у стилі раннього класицизму з бароковими ремінісценціями почали будувати близько 1791 року. 1821 року стояв зруйнований дерев'яний костел, де проводили богослужіння, і незавершений мурований без підлоги, вікон, вівтарів, музичного хору. У візитації 1828 року старого костелу вже не згадували, а богослужіння проводили у церкві, оскільки мурований костел ще не завершили. Костельне майно зберігали також у церкві, плебанії. Лише в часи пробоща Войцеха Додольського (на парафії з 1831) архієпископ Франтішек Піштек 3 червня 1840 при візитації освятив костел, будівництво якого, можливо, на той час завершили. 1900 року костелу подарували 450-кілограмовий дзвін вартістю понад 1600 ринських, після чого вирішили купити нові три дзвони за 2500 ринських. Напередодні Першої світової війни на вежах встановили необарокові покриття веж.
Війну костел пережив без значних пошкоджень будівлі. Завдяки цьому відновлення вівтарів, проповідниці, хрестильниці провели лише 1935 року за 3 200 злотих. Одночасно відновили плебанію. Завдяки приватним фундаціям до костелу придбали декілька килимів. У 1945 значну частину спорядження костелу вивезли до Ядовників в ПНР. Костел у Глинянах закрили, використовуючи як зерносховище, склад, приміщення комунальних служб міста. Будівля була пошкоджена пожежею. Повернений 1995 року римсько-католицькій громаді. У Польщі на відновлення костелу 1997 року виділили 1534 доларів. Відновлений костел освятив 11 червня 2000 року єпископ Станіслав Падевський. 2001-го з Ядовників повернули частину вивезеного літургічного начиння та документи.
Костел збудували орієнтованим на південь. Він складається з трипряслової нави і однопряслового пресбітерія з двома захристями, що є вужчим і нижчим. Їх перекривають зімкнуті півциркульні склепіння з люнетами. Притвор з розміщеними над ним хорами з двох сторін обрамлюють вежі, що дещо виступають вперед. Карниз розчленовує фасад на два яруси. Бічні фасади веж мають потужні цоколі, над якими їх обрамлено пілястрами, причому верхній ярус веж значно вужчий за нижній. Центральна нижня площина обрамлена парними лізенами з позбавленими декору прорізами дверей, вікна. У верхньому ярусі центральна площина завершена високим напівкруглим фронтоном.
В інтер'єрі пристінні прямокутні колони розчленовують простір на прясла і підтримують карниз. Вони декоровані тосканськими пілястрами. Хори, пресбітерій відокремлюють арки. Над колонами склепіння підсилюють парні підпружні арки. Три відреставровані вівтарі походять з 1840 року, маючи схожу конструкцію.

## Галерея

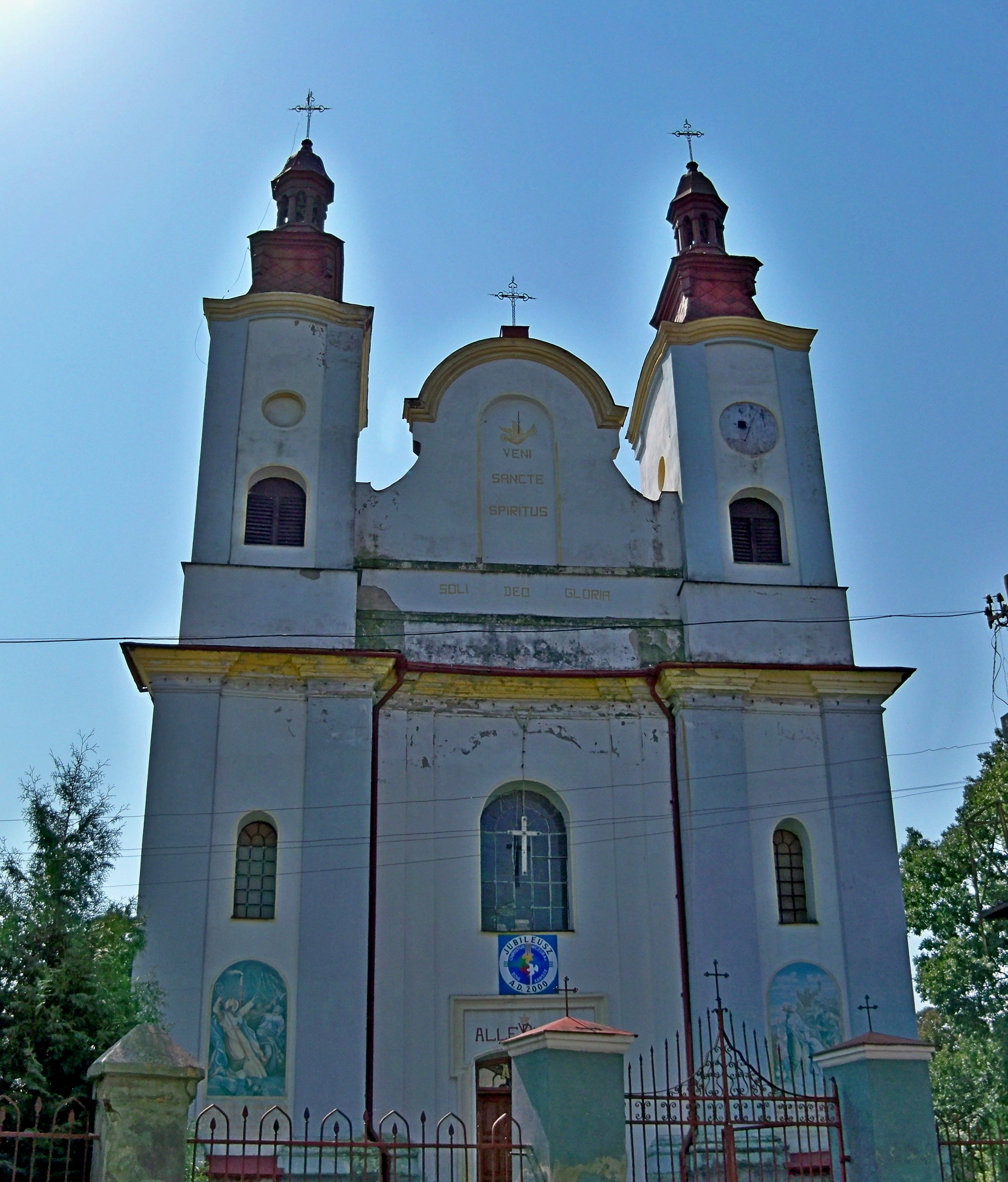
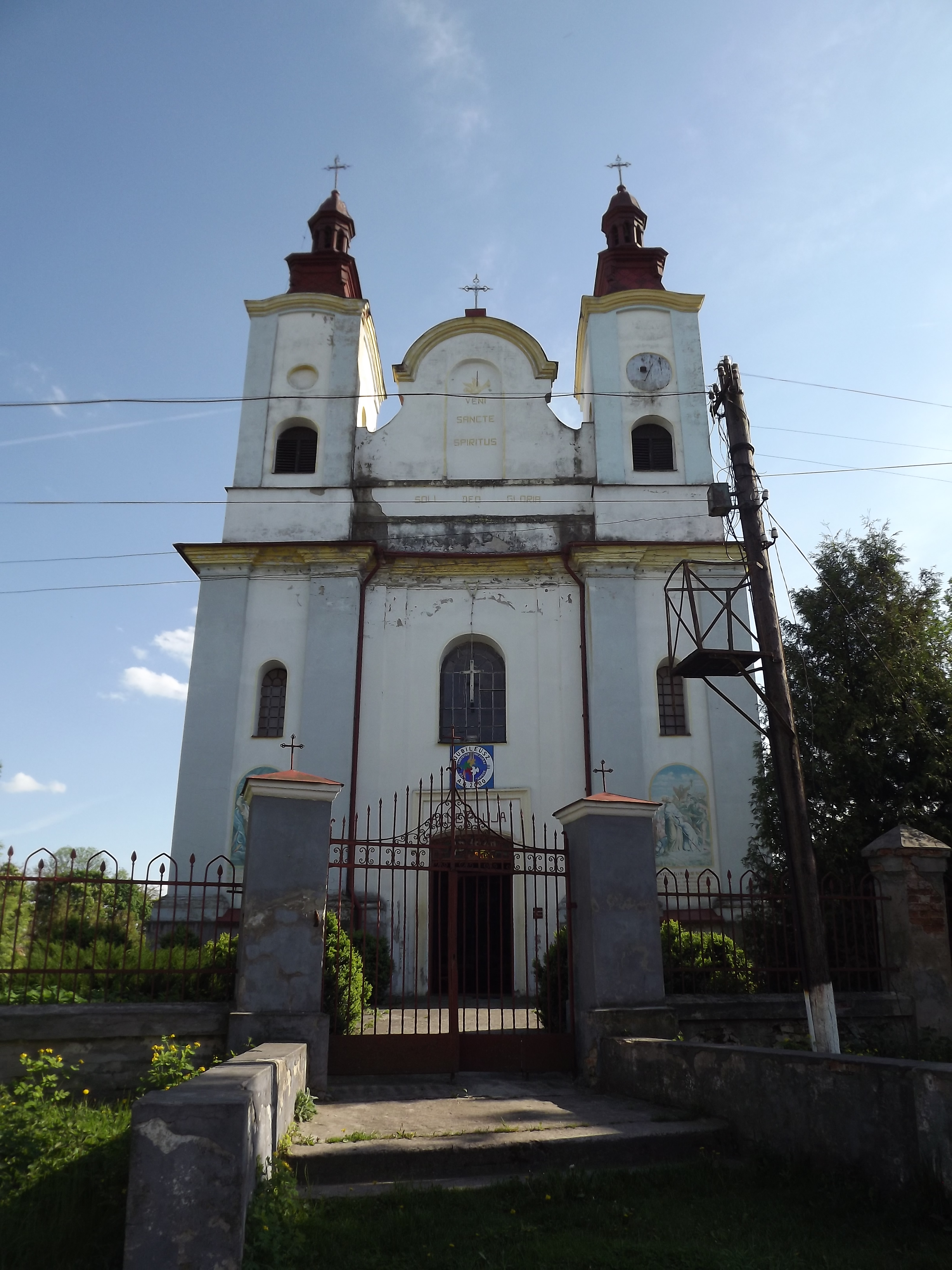
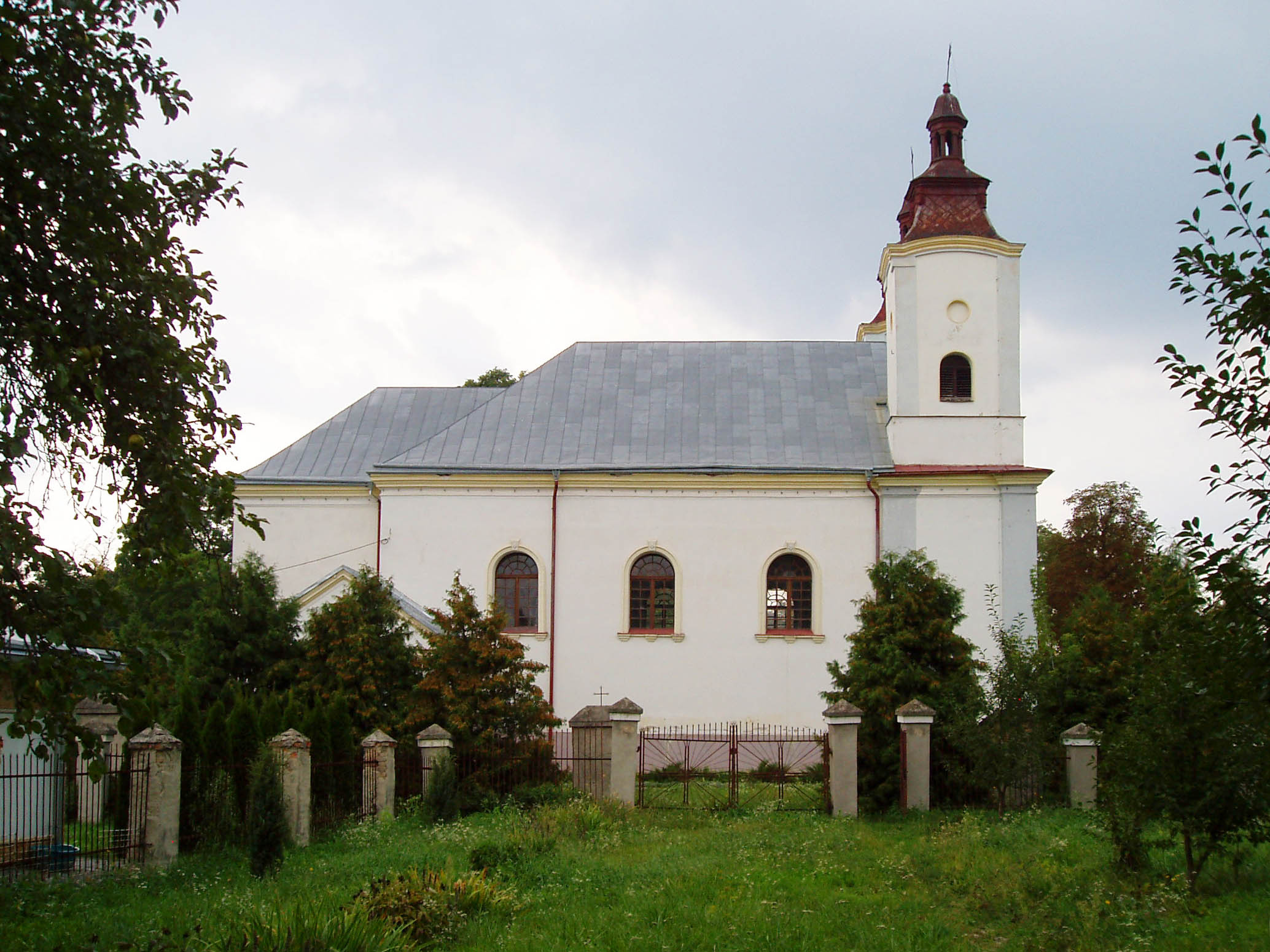
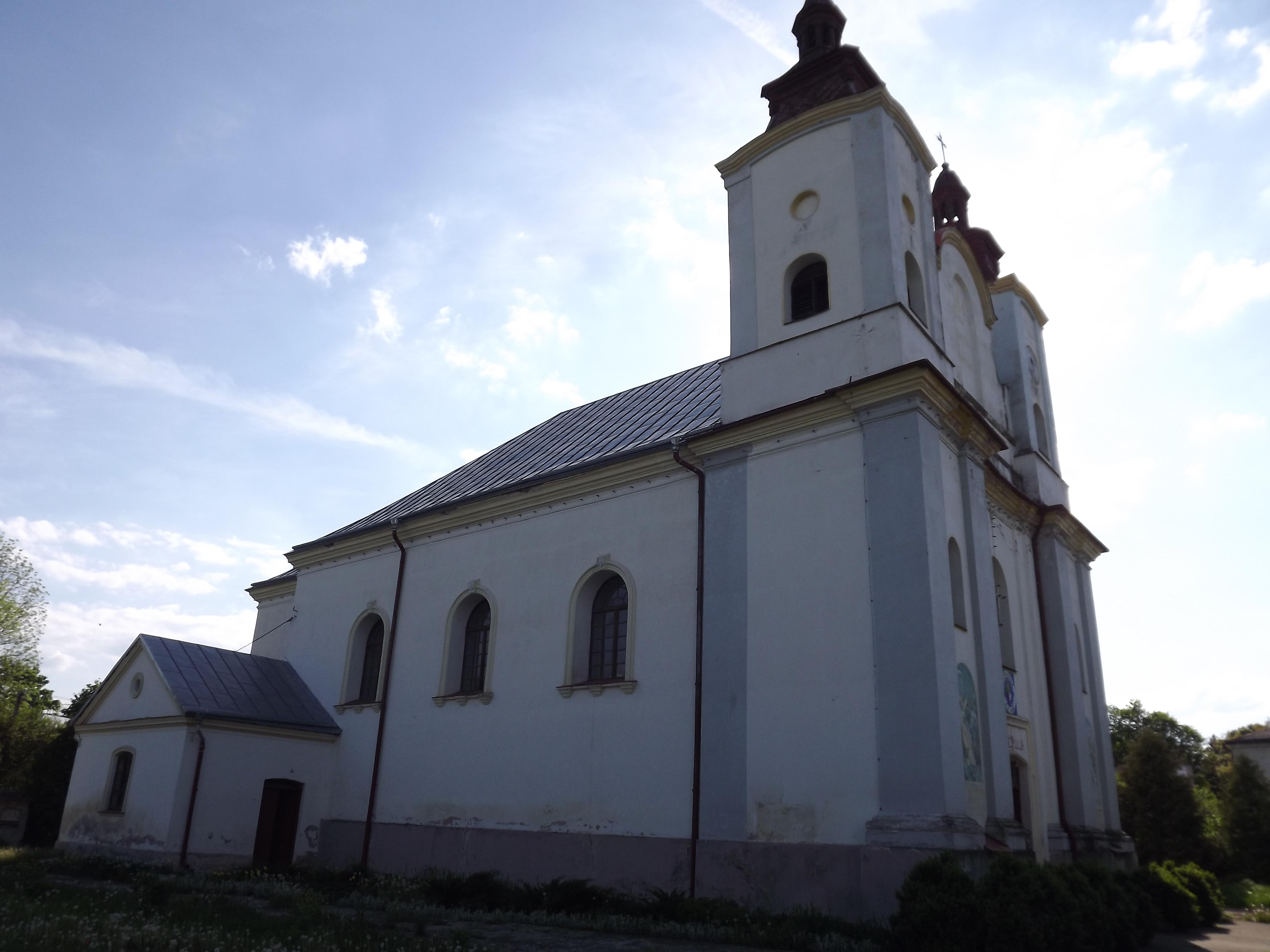
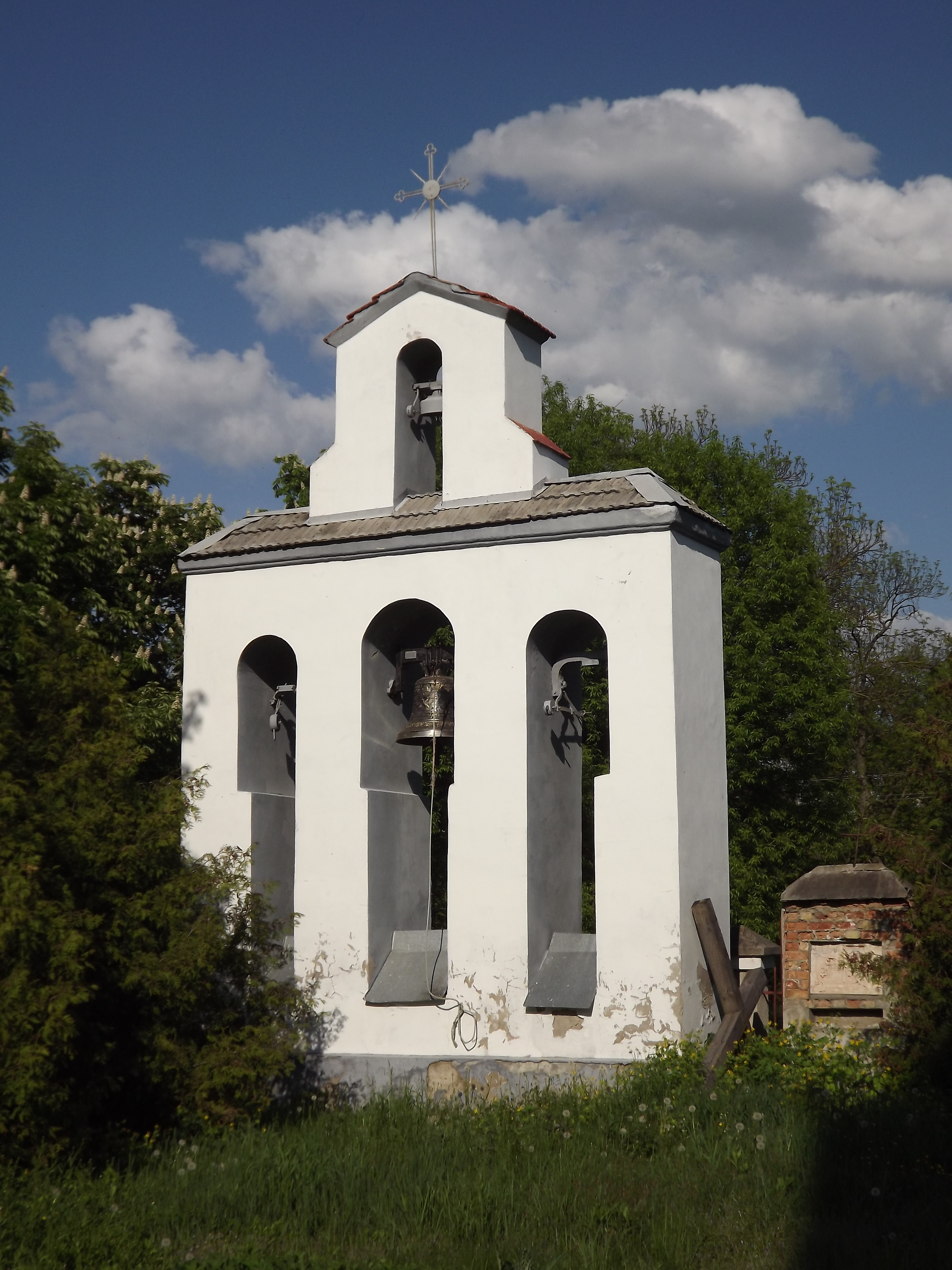
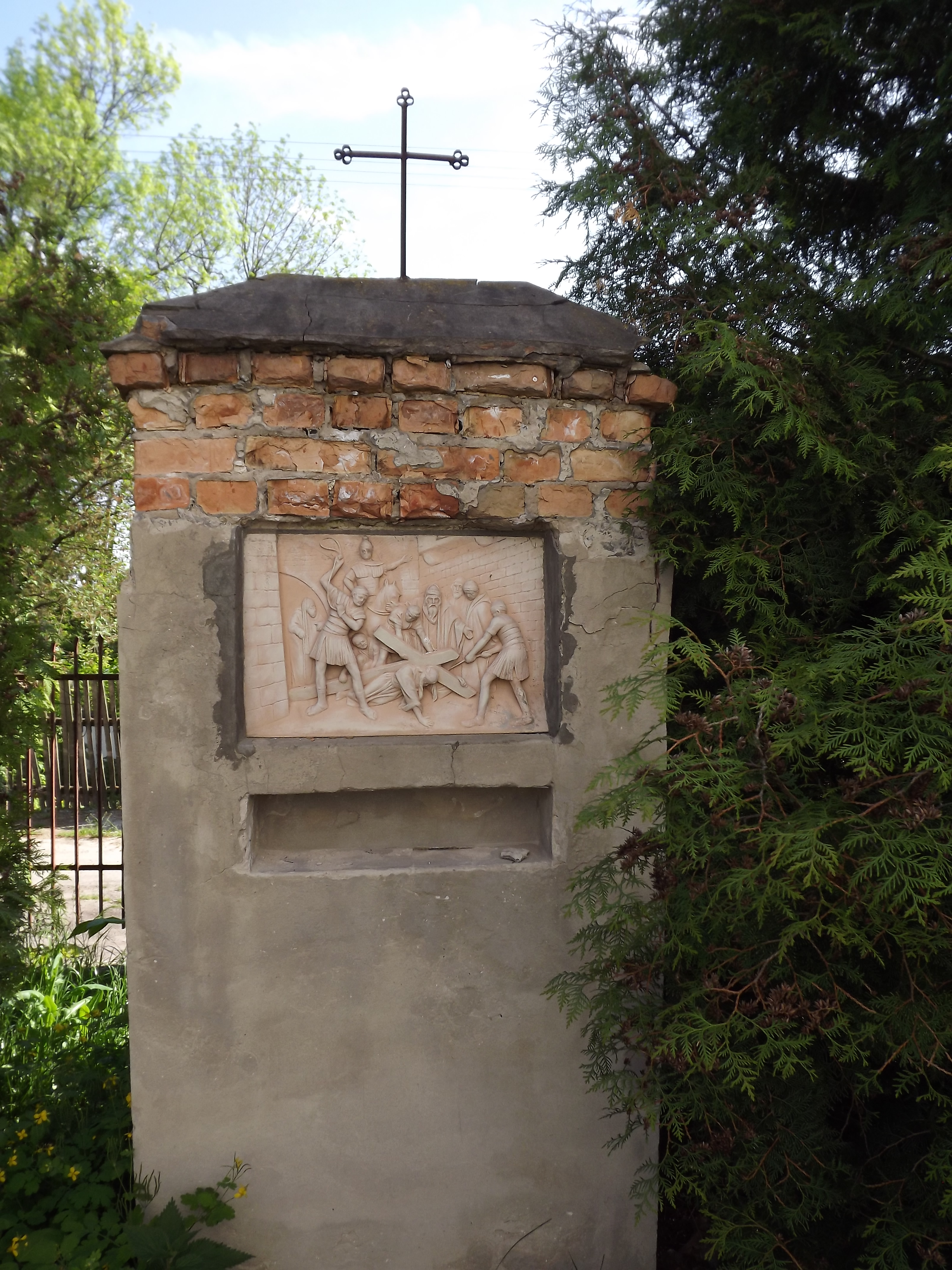
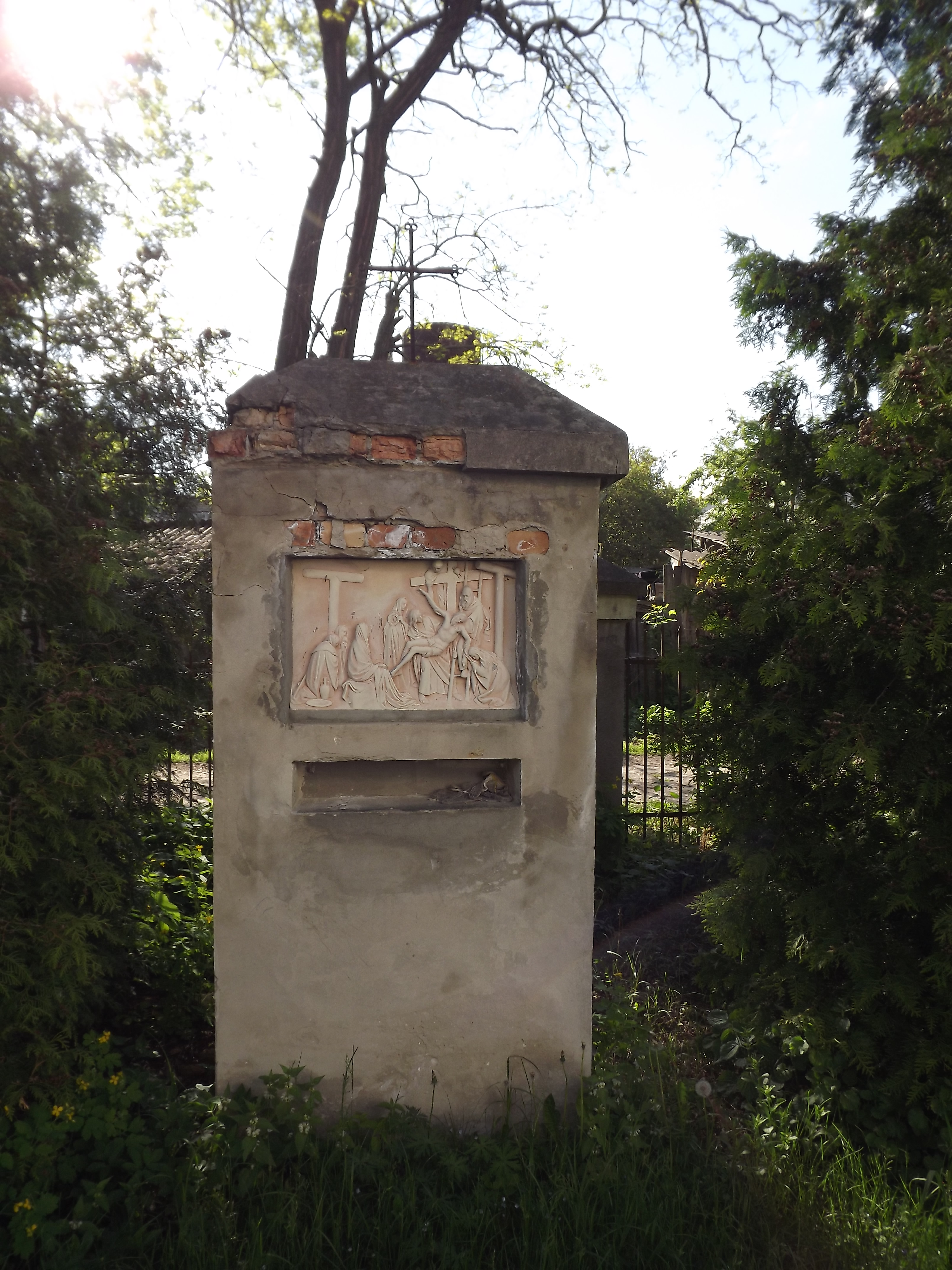
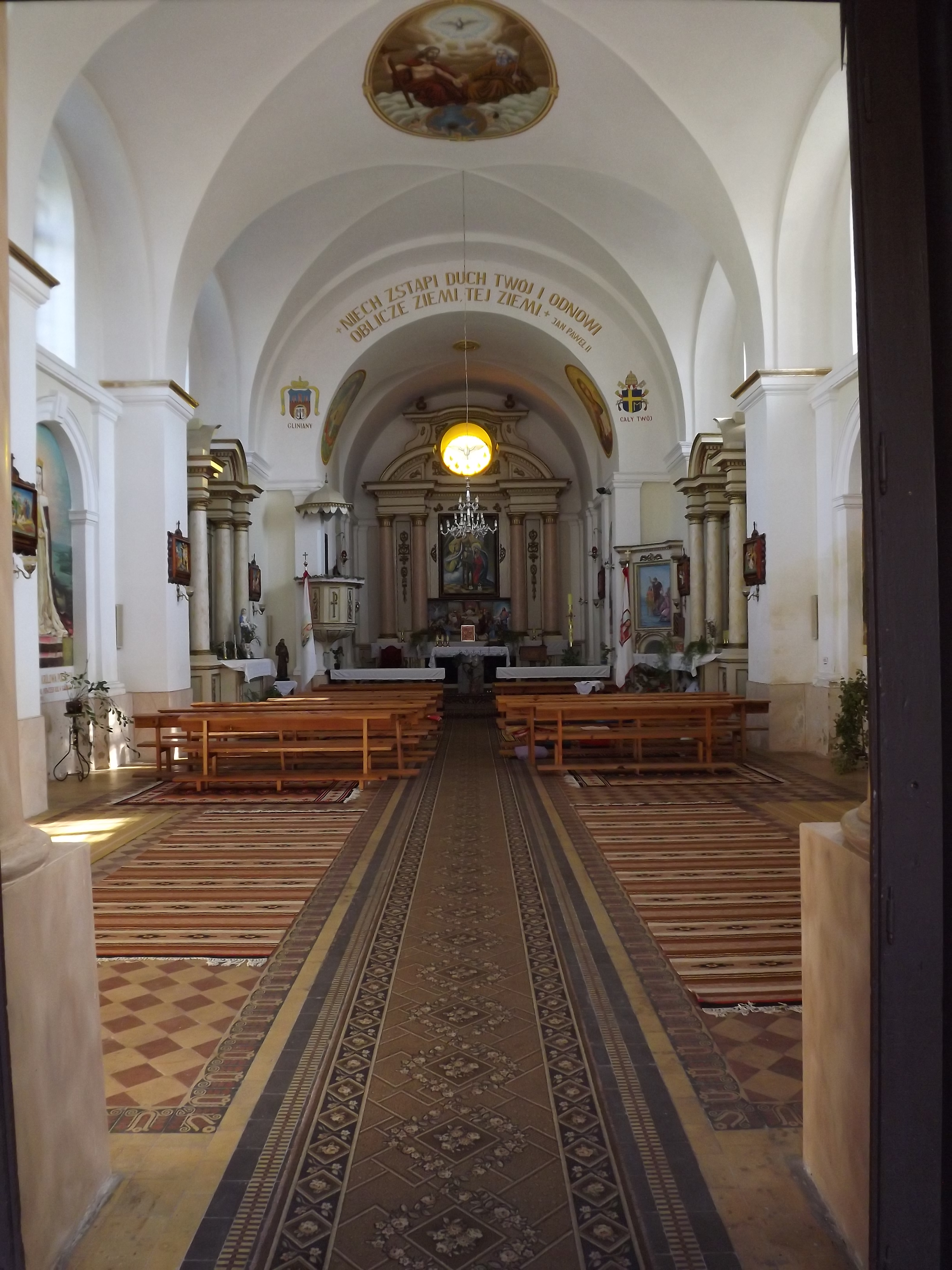
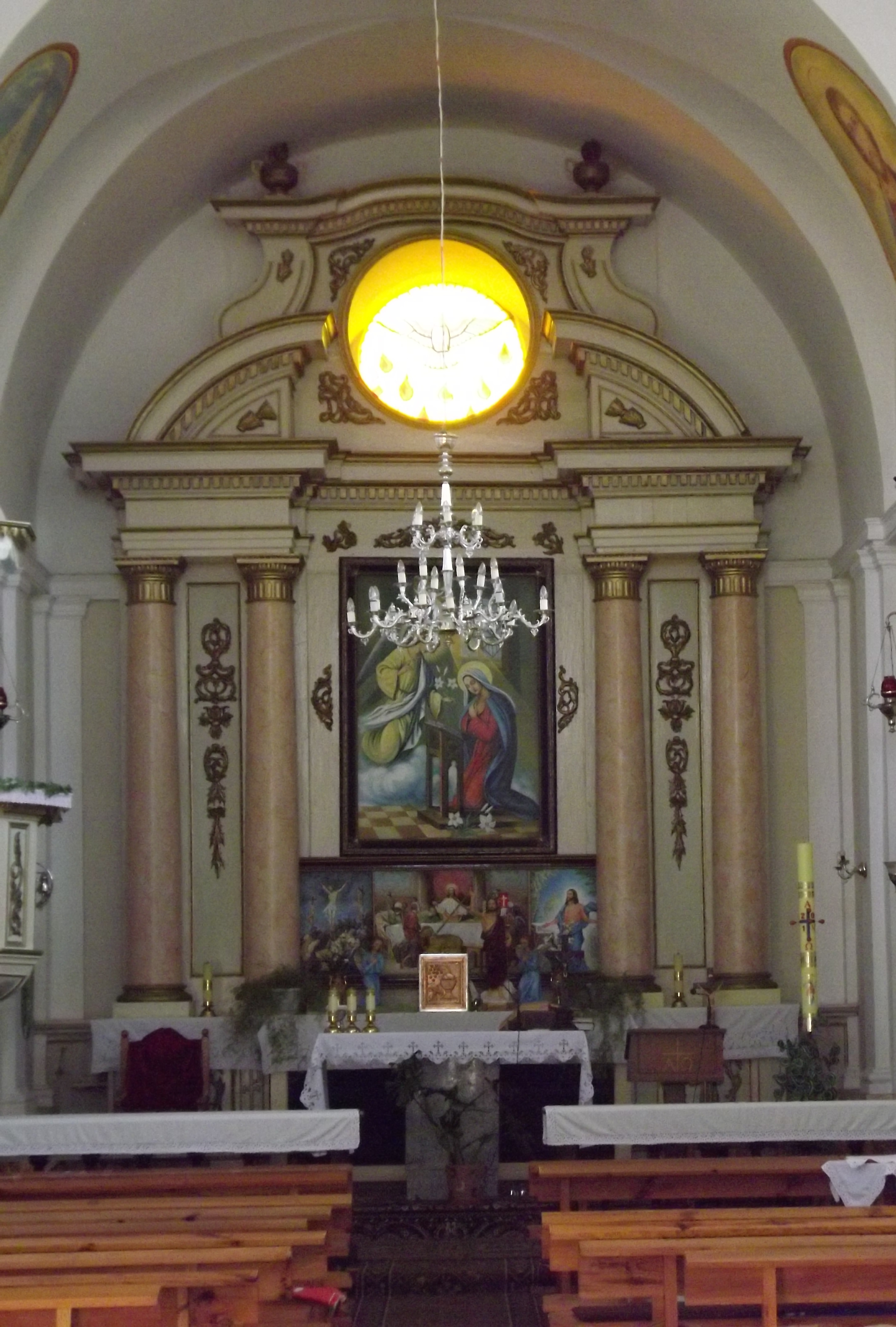